# Pygopleurus transcaucasicus
Pygopleurus transcaucasicus är en skalbaggsart som beskrevs av Rudolph Petrovitz 1962. Pygopleurus transcaucasicus ingår i släktet Pygopleurus och familjen Glaphyridae. Inga underarter finns listade i Catalogue of Life.